# Melcha annulitarsis
Melcha annulitarsis là một loài tò vò trong họ Ichneumonidae.